# Domenico Geraci
Domenico Geraci, detto Mico (Caccamo, 31 maggio 1954 – Caccamo, 8 ottobre 1998), è stato un sindacalista italiano assassinato dalla mafia.

## Biografia
Impiegato regionale con un passato di militanza della Cisl, che lo aveva portato anche nell'ufficio di gabinetto dell'Assessorato Regionale all'Agricoltura, passato in seguito nelle file della UIL, si affacciò al mondo politico come consigliere nel comune di Caccamo e come membro del Gabinetto.
Nel 1994 divenne consigliere provinciale del Partito Popolare Italiano della Provincia di Palermo. In seguito prese la decisione di lasciare quel seggio per costruire la sua candidatura a sindaco del Comune di Caccamo. Diversi furono gli avvertimenti che la mafia gli inviò prima della sua morte, come l'auto incendiata, che fu il primo segnale.
Dopo due mesi dalla candidatura, all'età di 44 anni, l'8 ottobre del 1998 fu ucciso a fucilate davanti a casa sua. I killer, che erano in quattro su una Fiat Uno, l'hanno atteso poco dopo le 21 sotto casa, trucidandolo davanti al figlio Giuseppe.
Geraci aveva accusato e denunciato i boss di Cosa nostra per la loro infiltrazione nel territorio di Caccamo, considerato la roccaforte dell'allora numero uno della mafia, Bernardo Provenzano e regno dell'ex superlatitante Nino Giuffrè. Nel 1993 il consiglio comunale infatti era stato sciolto per infiltrazioni mafiose.